# Fonction de Bose
La fonction de Bose, aussi appelée intégrale de Bose ou encore intégrale de Bose-Einstein est une fonction mathématique qui apparaît dans les calculs associés au phénomène physique de condensation de Bose-Einstein. Elle porte le nom du physicien indien Satyendranath Bose qui fut le premier à introduire la statistique de Bose-Einstein, rapidement raffinée par le physicien Albert Einstein. En mathématiques, cette fonction porte le nom de fonction polylogarithme. Comme elle dépend d'un paramètre en plus de sa variable, il s'agit en fait d'une famille de fonctions, ou, autrement dit, d'une fonction de deux variables.

## Définition
La fonction de Bose est définie par la relation intégrale
{\displaystyle g_{\sigma }(z)={\frac {1}{\Gamma (\sigma )}}\int _{0}^{\infty }{\frac {x^{\sigma -1}}{z^{-1}e^{x}-1}}\mathrm {d} x,}
où {\displaystyle \Gamma } désigne la fonction Gamma d'Euler.
Une autre expression de cette même fonction est :
{\displaystyle g_{\sigma }(z)=\sum _{m=1}^{\infty }{\frac {z^{m}}{m^{\sigma }}}.}
Sa valeur au point {\displaystyle z=1} est reliée à la fonction zêta de Riemann par la relation
{\displaystyle g_{\sigma }(1)=\sum _{m=1}^{\infty }{\frac {1}{m^{\sigma }}}=\zeta (\sigma ).}